# Campaea
Campaea es un género de polillas perteneciente a la familia Geometridae, descrito por primera vez por el zoólogo francés Jean-Baptiste Lamarck en 1894. Es un género bastante aislado, es decir, que consiste en pocas especies relacionadas estructural o filogenéticamente. Tiene cercana relación con el género Ellopia, del que se diferencia por la forma de sus alas. Tiene amplia distribucón en la región del Paleártico, el Neotrópico y probablemente en partes de la India.

## Especies
El género Campaea contiene cinco especies que se encuentran en el Holártico, cuatro de las cuales están completamente en el paleártico y solo una especie en América del Norte:
- Campaea biseriata Moore, 1888
- Campaea honoraria (Denis & Schiffermüller, 1775)
- Campaea margaritaria Linnaeus, 1761
- Campaea parallela Wehrli, 1936
- Campaea perlata Guenée, 1858
- Campaea similaria Leech (Taxón no descripto)